# パラッツォ・キエリカーティ

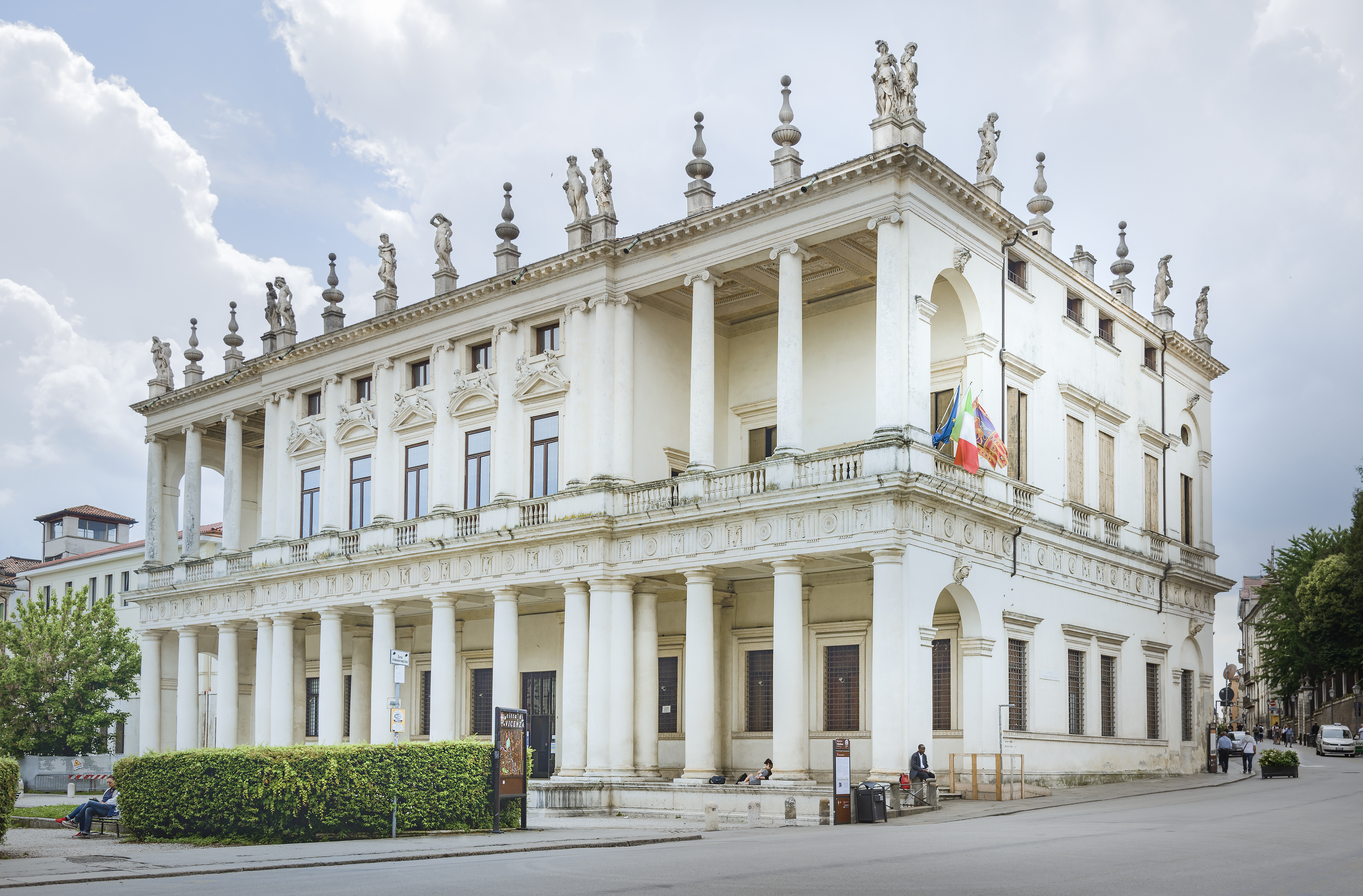
パラッツォ・キエリカーティ

パラッツォ・キエリカーティ（イタリア語: Palazzo Chiericati）は、イタリアのヴィチェンツァにあるルネサンス時代に建てられた市立絵画館の建物。日本語でキエリカーティ宮と表記されることもある。マテオッティ広場に面する17世紀末に完成したこの建物は、現在でも当時の姿をとどめている。

## 概要
パラッツォ・キエリカーティは、ルネサンス期の著名な建築家アンドレーア・パッラーディオの設計により、ジェローラモ・キエリカーティ伯爵のパラッツォ（邸宅）として、1550年に起工し17世紀末に竣工した。
美術館となる建物を探していた市当局は、1839年にこの建物をキエリカーティ家から買収し、改修した上で1855年8月18日より美術館を開館した。

## アクセス
- ヴィツェンツァ駅より市バス1,2,4,5,7,10系統に乗車しLeva' Degli Angeli（マテオッティ広場）下車
- ヴィツェンツァ駅より北東へ徒歩約1.3km